# Horthy Miklós 1944. október 15-ei hadparancsa

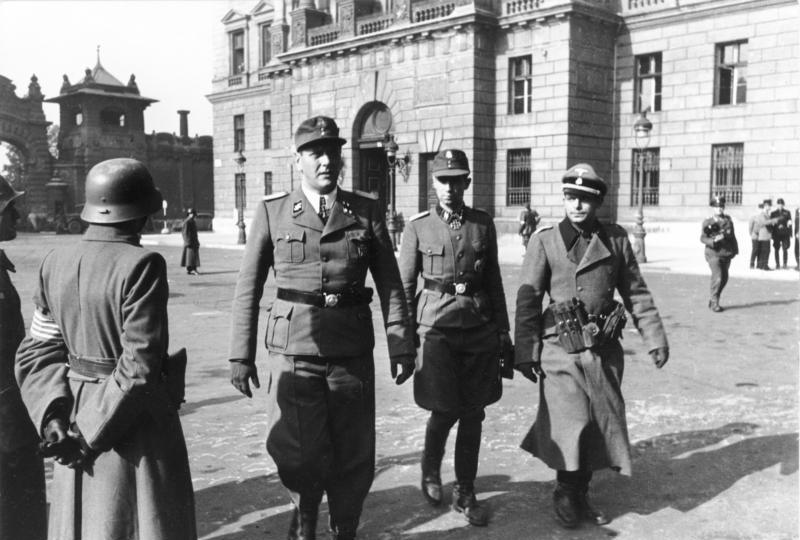
Otto Skorzeny Budapesten, a budai királyi várban a nyilas hatalomátvétel napjaiban

1944. október 15-én, déli 13.10 órakor Horthy Miklós, Magyarország kormányzója az alábbi hadparancsot intézte a Magyar Királyi Honvédséghez:
Honvédek!
Hőn szeretett hazánk szívében folyó pusztító harctól, a küzdő erőket számbavéve, immár döntő, az országra nézve kedvező fordulatot nem várok. Ezért elhatároztam, hogy fegyverszünetet kérek. Mint a fegyveres hatalom legfőbb hadura, felszólítalak benneteket, hogy honvédeskütökhöz híven, hűséggel és feltétlen engedelmességgel teljesítsétek elöljáró parancsnokaitok útján kiadott parancsaimat. További létünk attól függ, hogy a honvédség minden tagja e súlyos helyzetben kötelességtudó és végsőkig menő fegyelmezett magatartást tanúsítson.
Horthy s.k.
Csatay s. k.

## A hadparancs végrehajtása
A hadparancsot a rádióban beolvasták, azonban a szerveződő nyilas puccs révén a harcoló alakulatokhoz már nem jutott el. A vezérkarnál is voltak, akik hátráltatták a csapatoknak való leadást, 14.30-kor a vezérkar meg is tiltotta további sugárzását. Otto Skorzeny ekkor a „Vasököl hadművelet” (Operation Eisenfaust) keretében megrohamozta a Várat. A kormányzó végül kapitulált, amikor megérkezett hozzá a hír, hogy  fiát ifjabb Horthy Miklóst elrabolták a „Micky Mouse" fedőnevű akciót végrehajtó náci Skorzeny-kommandó tagjai. Így az egész kiugrási kísérlet halálra volt ítélve. Hiba volt, hogy a hadparancs a katonákat nem szólította fel egyértelműen a németekkel való szembefordulásra. Horthy Miklós másnap 1944. október 16-án lemondott, és egyidejűleg megbízta Szálasi Ferencet a kormányának megalakításával, ezzel véget ért a Horthy-korszak, és kezdetét vette a nyilasok uralma. Vörös János vezérezredest, a magyar Honvéd Vezérkar főnökét László Dezső altábornagy letartóztatta, majd a nyilasok aláírattak vele egy Szálasival szembeni passzivitási nyilatkozatot. Ezt követően később átállt az oroszokhoz.